# 塵世人間
《塵世人間》是臺灣客語歌手顏湘婷所演唱的佛教音樂專輯，由古重禮製作，揚笙文化發行，一共收錄8首客語流行歌曲，兩首演奏曲。
整張專輯的呈現以客語佛教流行歌曲為主，塵世人間、隨風自由為專輯主打歌曲，8首歌均為古重禮作詞作曲，余政憲、徐狄灝、楊華仁、魏維成編曲。

## 曲目
1. 塵世人間
2. 隨風自由
3. 清境法如身
4. 心無罣礙
5. 雪中蓮
6. 唔盼得
7. 自在
8. 大愛
9. 塵世人間（演奏曲）
10. 隨風自由（演奏曲）

## 外部連結
- 行政院客家委員會 出版品介紹[永久]